# Usama ar-Rifai

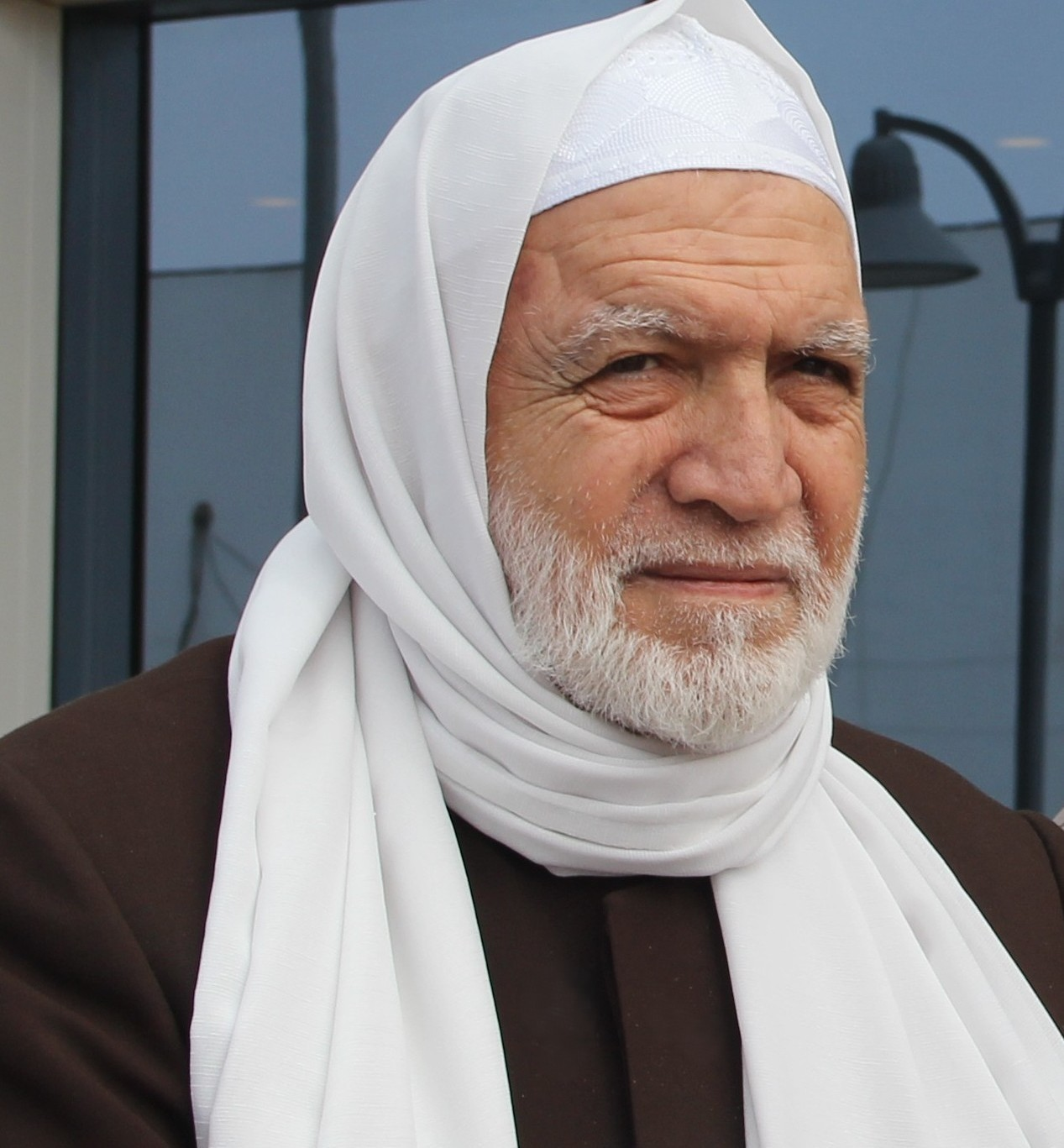
Usama ar-Rifai (2015)

Usama bin Abd al-Karim bin Abd Allah ar-Rifai (arabisch أسامة بن عبد الكريم بن عبد الله الرفاعي, DMG Usāma b. ʿAbd al-Karīm b. ʿAbd Allāh ar-Rifāʿī; * 1944 in Damaskus, Syrien) ist ein islamischer Gelehrter und ehemaliger Oppositioneller des Assad-Regimes. Seit dem 28. März 2025 ist er der Großmufti von Syrien.

## Leben
Ar-Rifai wurde 1944 in Damaskus als Sohn des Gelehrten Abd al-Karim ar-Rifai und als Bruder von Sariya ar-Rifai geboren und absolvierte sein Studium der Arabistik an der Universität Damaskus, welches er 1971 abschloss. Er wurde Imam der nach seinem Vater benannten Abd-al-Karim-ar-Rifai-Moschee im Vorort Kafr Susa in Damaskus.
Rifai verließ das Land 1981 nach Saudi-Arabien, um einer Kampagne gegen islamische Gruppierungen zu entkommen. Er wurde beschuldigt, den Muslimbrüder anzugehören.
Im Jahr 2011 wurde die Abd-al-Karim-ar-Rifai-Moschee zum Treffpunkt für religiöse und politische Aktivitäten gegen das Assad-Regime. In diesem Jahr wurde er von Sicherheitskräften Assads während der Gebete von Lailat al-Qadr verletzt.
Im Jahr 2012 floh ar-Rifai aus Syrien und ließ sich in der Türkei nieder. Dort wurde er zum Leiter des Syrischen Islamischen Rates in Istanbul ernannt. In Zusammenhang mit der Ernennung von ar-Rifai wurde ein neuer Fatwa-Rat gebildet, der sich aus mehreren angesehenen Religionswissenschaftlern zusammensetzte.
Im Jahr 2021 erfolgte durch die Opposition die Ernennung ar-Rifais zum Mufti, nachdem der ehemalige Präsident Bashar al-Assad den Posten gestrichen und den ehemaligen Großmufti Ahmad Badr ad-Din Hassun entlassen hatte.
Im Zuge der Wiedererrichtung des Amtes durch den Interimspräsidenten Ahmed al-Scharaa nach dem Sturz des Assad-Regimes wurde Usama ar-Rifai offiziell zum Großmufti von Syrien ernannt, der als höchste religiöse Autorität des Landes gilt. Präsident al-Scharaa charakterisierte die Wiedereinführung des Amtes des Muftis als einen wesentlichen Faktor für den „Wiederaufbau dessen, was das gefallene Regime zerstört hat“.

## Kritik
Vor seiner Ernennung zum Großmufti wurde er für seine konservativen Ansichten bezüglich der Geschlechterrollen sowie der Rolle internationaler Organisationen in Syrien kritisiert.
In einer Predigt, die in der nordwestlichen Stadt Aʿzāz gehalten wurde, äußerte er die Auffassung, dass UN-Mitarbeiter und NGOs Ideen über die Befreiung von Frauen verbreiteten, von denen er annimmt, dass sie traditionelle syrische Familienwerte bedrohten.